# 케로로 더 무비: 케로로 VS 케로로 천공대결전
케로로 더 무비: 케로로 vs 케로로 천공대결전(일본어: 超劇場版ケロロ軍曹3 ケロロ対ケロロ天空大決戦であります!, Keroro Gunso the Super Movie 3: Keroro Vs. Keroro: Great Duel in the Sky)은 요시자키 미네의 동명만화 원작 케로로 중사의 세 번째 극장판 애니메이션이다. 2008년 3월 1일 개봉되었으며, 케로로 대 케로로라는 묘한 타이틀을 걸고 있다. 한편 대한민국에서는 3기가 아닌 2기로 2008년 8월 7일 극장 개봉을 했다. 또 대한민국에서는 이번 극장판부터 ‘케로로 극장판’을 ‘케로로 더 무비’라는 표현으로 바꾸어 사용하였다. 동시 상영 작품은 《무사 케로 전국란성 대 배틀》이다.
이번 극장판 메인 주인공 '다크 케로로'는 원판과 더빙판 모두 별도의 게스트 성우를 쓰지 않고 기존 케로로 성우(와타나베 쿠미코, 양정화)가 맡았다. 더빙판 성우 양정화는 깜찍하고 발랄한 케로로와 차분하면서도 냉소적인 다크 케로로 목소리를 자유롭게 소화해내 호평을 받았다.

## 줄거리
남미 페루에 위치한 고대유적 마추픽추를 방문한 후유키와 케로로 소대. 그런데 유적 여기저기를 둘러보던중 이상한 문양이 새겨진 유적을 발견했다. 더군다나 케로로의 실수로 함정장치가 가동되자 함정을 피하기 위해 여기저기 뛰어다니는 사이 이상한 장치가 있는 지하공간까지 오게 됐다. 다들 방안을 둘러보던중 장치 아래 꽂힌 이상한 열쇠모양을 발견하고는 그대로 눌러버렸다. 그러자 장치에서는 이상한 빛이 뿜어져 나오기 시작했고 놀란 소대원들과 후유키는 급히 바깥으로 도망치기 시작했는데 이런 와중에 후유키는 장치 옆에 서 있는 수수께끼의 소녀와 스쳐 지나간다.
이후 도쿄로 돌아와 평화로운 일상을 살던 후유키. 그런데 케로로가 부탁한 건담 프라모델 신제품을 사러왔다가 이상한 광경을 목격하게 된다. 거리 사람들이 하나같이 똑같은 눈빛을 한 채 어딘가를 바라보며 '케로로 님'을 연발하기 시작한 것이다. 이어 케로로 소대원들 앞에도 누군가 나타났다. 바로 케로로와 똑같은 모습을 하고있는 다크 케로로였다. 그는 단 2분만에 세계 경제지분의 절반을 소유한 니시자와 가의 슈퍼컴퓨터를 모두 해킹해버렸고 세계 곳곳에 미니석상을 설치해 '무릎꿇어라 오오라' 전파를 작동시켜 사람들을 세뇌시키고 말았다. 사람들이 이상하게 변해버린것도 전파 때문이었다.
하지만 이를 볼 수 없었던 케로로 소대원들은 각자의 파트너들과 연합해 저항을 하기 시작했고 케로로 역시 분신을 완전히 없애기 위해 다크 케로로가 있는 곳을 향하기 시작한다.

## 스페셜 등장인물
- 다크 케로로 (성우: 와타나베 쿠미코 / 양정화)

이번 극장판의 메인 주인공. 겉모습은 케로로와 똑같지만 무능한 케로로와는 달리 실속있고 냉철하다. 침략자 신분으로 신하인 인간들 밑에서 허드렛일이나 하는 케로로를 패배자라 여겼고 보다못해 자신이 직접 나선다. 그리고 단 2분이라는 짧은 시간에 모든 지구인들을 세뇌시켜 자신만을 따르도록 하는데 성공했다. 하지만 모든 사람을 자기 아래로 보는탓에 지도자로써의 자질은 0점. 자신의 세뇌가 통하지 않을뿐만 아니라 전파의 비밀을 간파해 다른 사람들까지 원래대로 되돌려놓는 후유키를 흥미롭게 여긴다.
- 시바바 (성우: 타카야마 미나미 / 김현심)

다크 케로로의 부하 1. 손오공을 케론인화시킨 모양이다. 등장할 때마다 호탕한 웃음소리와 함께 큰소리를 내는 것이 특징인 소위 까불이 이미지. 타마마 임팩트를 단숨에 피해버리고 그를 역공시키는 뛰어난 전투력을 가졌으나 후반부, 타마마와 모모카의 연합공격만믄 당해내지 못한다. 처음에는 다크 케로로를 극진히 '대장'으로 모셨지만 나중가서는 반말은 기본이고 말대꾸까지 서슴지 않는다. 쉴새없이 일을 시키는데다 목표물을 전부 흩어지게 하는 바람에 애를 먹은 모양.
- 도루루 (성우: 루 오시바(배우) / 김영찬)

다크 케로로의 부하 2. 이명은 광기의 중장비병. 쉴새없이 떠들어대는 시바바와는 달리 묻는 말에만 짤막하게 대답한다. 기로로의 케론군 훈련병 동기였지만 군관 명령을 따르지 않고 정글을 불바다로 만들어버리는 테러행각으로 불명예 전역했다고 한다. 초반에는 시바바처럼 단숨에 기로로를 압도하지만 최종결전에선 역시나 기로로와 나츠미의 합동공격에 패배하고 만다.
- 미루루 (성우: 호리에 유이 / 여민정)

다크 케로로의 부하 3. 시바바와 도루루와는 달리 기지에서 모니터 다루는 일을 한다. 케로로 소대로 따지면 쿠루루같은 포지션. 왕과 신하 신분임에도 친하게 지내는 케로로와 후유키의 관계를 흥미롭게 여기며 실험을 시도했다. 바로 두사람이 아끼는 나츠미와 코유키를 격투를 벌이게 한 다음 그들의 반응을 지켜보는 것. 이후 두 사람의 공격을 피하기에 급급한 두사람을 묘한 눈으로 바라본다.
- 나스카 (성우: 후쿠다 사키 / 여민정)

영화 초반. 마추픽추 지하에 지진이 일어났을 때 나타난 소녀. 후유키와 케로로 소대가 타고 온 비행선을 타고 멀어지는 모습을 산 꼭대기에 서서 바라본다. 이후 다크 케로로의 공중기지에서 추락하는 후유키를 구해주었고 이름이 뭐냐는 후유키의 말에 '나스카'라는 짤막한 대답을 던지고 유유히 사라진다.

## 테마곡 및 삽입곡

### 테마곡

#### 일본
- 오프닝 테마곡
  - 《케롯! 행진곡 2008》
    - song by 츠치다 테루유키 & 야나기하라 카나코
- 주제가
  - 《있을 수 없는 기적》
    - song by 츠지 아야노와 BEAT CRUSADERS

#### 한국
- 오프닝, 엔딩
  - 《케로로 행진곡》
    - song by 양정화

## 제작

### 스탭
- 원작 : 요시자키 미네 (가도카와 쇼텐 월간 소년 에이스 출간)
- 총감독 : 사토 준이치
- 감독 : 야마구치 스스무
- 극본 : 요코타니 마사히로
- 캐릭터 디자인 · 총 작화 감독 : 오이자키 후미토시
- 애니메이션 제작 : 선라이즈